# امگا¹ دلو
امگا¹ دلو یک ستاره است که در صورت فلکی دلو قرار دارد.